# プリアヴィヒア州
プリアヴィヒア州（プリアヴィヒアしゅう、クメール語: ខេត្តព្រះវិហារ、英語: Preah Vihear province）はカンボジア北部の州である。州都はプリアヴィヒア（旧・トベンミエンチェイ、クメール語: ត្បែងមានជ័យ、Tbeng Meancheay）。

## 名称
州名はプレアヴィヒア寺院（クメール語: ប្រាសាទព្រះវិហារ、Prasat Preah Vihear、英語: Preah Vihear Temple）にちなんだものである。

## 歴史
2008年6月、タイとカンボジアの国境紛争。

## 地理
タイとカンボジアおよびラオスの国境付近にはダンレク山地がある。

## 行政
プリアヴィヒア州には7郡が設置されている。
- 1301 Chey Saen 郡（英語版）（ជ័យសែន、Chey Saen District）
- 1302 Chhaeb 郡（英語版）（ឆែប、Chhaeb District）
- 1303 Choam Khsant 郡（英語版）（ជាំក្សាន្、Choam Khsant District）
- 1304 Kuleaen 郡（英語版）（គូលែន、Kuleaen District）
- 1305 Rovieng 郡（英語版）（រវៀង、Rovieng District）
- 1306 Sangkom Thmei 郡（英語版）（សង្គមថ្、Sangkom Thmei District）
- 1307 トベンミエンチェイ郡（英語版）（ត្បែងមានជ័យ、Tbaeng Mean Chey District）

## 史跡
- コー・ケー（トベンミエンチェイ郡（英語版））
- コンポン・スヴァイの大プリヤ・カーン（英語版）（トベンミエンチェイ郡（英語版））
- プレアヴィヒア寺院（Choam Khsant 郡（英語版））